# یات

چند یات بادبانی در حین مسابقه.

یات (به انگلیسی: Yacht) یک قایق یا کشتی موتوری یا بادبانی است که برای تفریح، مسافرت یا مسابقه استفاده می‌شود. هیچ تعریف استانداردی وجود ندارد، بنابراین اصطلاح یات به کشتی‌ هایی گفته می‌شود که دارای کابین با امکانات رفاهی بوده و برای استفاده در شب نیز مناسب هستند. بر خلاف قایق، یات قایق تفریحی نامیده می‌شود، چنین کشتی تفریحی به احتمال زیاد حداقل ۳۳ فوت (۱۰ متر) طول دارد.
نام یات از واژه jacht در زبان هلندی گرفته شده که در اصل به معنی شکار است.
قایق‌های تفریحی در دو نوع کلی موتوری و بادبانی ساخته می‌شود. یات‌های بسیار لوکس و بزرگ تر از زمین گلف را سوپریات می‌گویند.